# Jenks
Jenks – miasto w Stanach Zjednoczonych, w stanie Oklahoma, w hrabstwie Tulsa. W latach 2010–2019 populacja miasta wzrosła o 40,3% do 23,8 tys. mieszkańców, co czyni Jenks najszybciej rozwijającym się miastem w Oklahomie.